# Serap Özçelik
Serap Özçelik Arapoğlu (18 de febrero de 1988) es una deportista turca que compite en karate, en la modalidad de kumite.
Ganó cinco medallas en el Campeonato Mundial de Karate entre los años 2012 y 2018, y diecinueve medallas en el Campeonato Europeo de Karate entre los años 2008 y 2023. En los Juegos Europeos consiguió tres medallas entre los años 2015 y 2023.

## Palmarés internacional
| Campeonato Mundial | Campeonato Mundial              | Campeonato Mundial | Campeonato Mundial |
| Año                | Lugar                           | Medalla            | Prueba             |
| ------------------ | ------------------------------- | ------------------ | ------------------ |
| 2012               | París (Francia)                 | Medalla de bronce  | –50 kg             |
| 2012               | París (Francia)                 | Medalla de bronce  | Por equipos        |
| 2014               | Bremen (Alemania)               | Medalla de oro     | –50 kg             |
| 2014               | Bremen (Alemania)               | Medalla de bronce  | Por equipos        |
| 2018               | Madrid (España)                 | Medalla de plata   | –50 kg             |
| Juegos Europeos    |                                 |                    |                    |
| Año                | Lugar                           | Medalla            | Prueba             |
| 2015               | Bakú (Azerbaiyán)               | Medalla de oro     | –50 kg             |
| 2019               | Minsk (Bielorrusia)             | Medalla de plata   | –50 kg             |
| 2023               | Bielsko-Biała (Polonia)         | Medalla de bronce  | –50 kg             |
| Campeonato Europeo |                                 |                    |                    |
| Año                | Lugar                           | Medalla            | Prueba             |
| 2008               | Tallin (Estonia)                | Medalla de bronce  | –53 kg             |
| 2010               | Atenas (Grecia)                 | Medalla de bronce  | –55 kg             |
| 2011               | Zúrich (Suiza)                  | Medalla de oro     | –50 kg             |
| 2012               | Santa Cruz de Tenerife (España) | Medalla de oro     | –50 kg             |
| 2012               | Santa Cruz de Tenerife (España) | Medalla de oro     | Por equipos        |
| 2013               | Budapest (Hungría)              | Medalla de plata   | –50 kg             |
| 2014               | Tampere (Finlandia)             | Medalla de oro     | –50 kg             |
| 2014               | Tampere (Finlandia)             | Medalla de oro     | Por equipos        |
| 2015               | Estambul (Turquía)              | Medalla de bronce  | –50 kg             |
| 2015               | Estambul (Turquía)              | Medalla de bronce  | Por equipos        |
| 2016               | Montpellier (Francia)           | Medalla de plata   | –50 kg             |
| 2016               | Montpellier (Francia)           | Medalla de bronce  | Por equipos        |
| 2017               | İzmit (Turquía)                 | Medalla de plata   | Por equipos        |
| 2017               | İzmit (Turquía)                 | Medalla de bronce  | –50 kg             |
| 2018               | Novi Sad (Serbia)               | Medalla de oro     | –50 kg             |
| 2019               | Guadalajara (España)            | Medalla de bronce  | –50 kg             |
| 2021               | Porec (Croacia)                 | Medalla de oro     | –50 kg             |
| 2022               | Gaziantep (Turquía)             | Medalla de oro     | –50 kg             |
| 2023               | Guadalajara (España)            | Medalla de plata   | –50 kg             |